# کارزار ریاست‌جمهوری ۲۰۲۰ کامالا هریس
کارزار ریاست‌جمهوری ۲۰۲۰ کامالا هریس (انگلیسی: Kamala Harris 2020 presidential campaign) در ۲۱ ژانویه ۲۰۱۹ اعلام شد. کامالا هریس به‌عنوان سناتور از کالیفرنیا از نامزدهای تراز اول در رقابت‌های مقدماتی ریاست‌جمهوری ۲۰۲۰ حزب دموکرات حدس زده می‌شد. کمپین هریس در ۳ دسامبر ۲۰۱۹، حتی پیش از شروع برگزاری انتخابات‌های مقدماتی حزب دموکرات به‌دلیل کمبود منابع مالی به کار خود پایان داد.
هریس در ۸ مارس ۲۰۲۰ از جو بایدن حمایت کرد و در ۱۱ اوت ۲۰۲۰ به عنوان یار انتخاباتی جو بایدن در انتخابات ۲۰۲۰ آمریکا معرفی شد. در نهایت جو بایدن و کامالا هریس، در انتخابات اصلی دونالد ترامپ و مایک پنس را شکست دادند و کامالا هریس به معاونت ریاست‌جمهوری آمریکا رسید.